# Menophra barcinonaria
Menophra barcinonaria là một loài bướm đêm trong họ Geometridae.